# Johan Malm
Johan Edvard Gösta Alkman Malm, född 25 mars 1931 i Högalids församling i Stockholm, död 10 november 2017 i Täby, var en svensk översättare som översatte från polska och tjeckiska samt (i mindre utsträckning) från ryska och engelska. Han hade en filosofisk ämbetsexamen vid Stockholms universitet och var från slutet av 1960-talet anställd som översättare vid Sveriges television..
Johan Malm var son till Einar Malm och Eva Alkman-Malm, senare von Zweigbergk samt sonson till Gösta Malm och dotterson till Edvard Alkman och Annastina Alkman.

## Böcker
- 1968 – Polen: ordlista, vardagsuttryck och turistinformation (tillsammans med Krystyna Kwiatkowska) (Bonnier)

## Översättningar (urval)
- 1978 – Zbigniew Brzozowski: Såsom i en verklighet (W miasteczku, które jak ogród Andersena) (Rabén & Sjögren)
- 1980 – Josef Skvorecky: Saxofonen (Bassaxofon) (Bromberg)
- 1980 – Jerzy Andrzejewski: Dödens karusell (Wielki tydzień) (Bromberg)
- 1981 – Stanisław Lem: Snuvan (Katar) (Alba)
- 1983 – Bruno Schulz: Kanelbutikerna (Sklepy cynamonowe) (Prisma)
- 1990 – Andrzej Szczypiorski: Den vackra fru Seidenman (Początek) (Alba)
- 1998 – Dawid Sierakowiak: Dagbok från gettot (The diary of Dawid Sierakowiak) (översatt från engelska och polska) (Natur & Kultur)

## Priser
- 1985 – Sveriges Författarfonds premium till personer för belöning av litterär förtjänst
- 1987 – De Nios översättarpris
- 1991 – Stiftelsen Natur & Kulturs översättarpris